# Eling (Hampshire)
Eling – osada w Anglii, w Hampshire. Leży 5,3 km od miasta Southampton i 118 km od Londynu. W 1961 roku civil parish liczyła 18 387 mieszkańców. Eling jest wspomniana w Domesday Book (1086) jako Edlinges.